# Oy AMC Motors

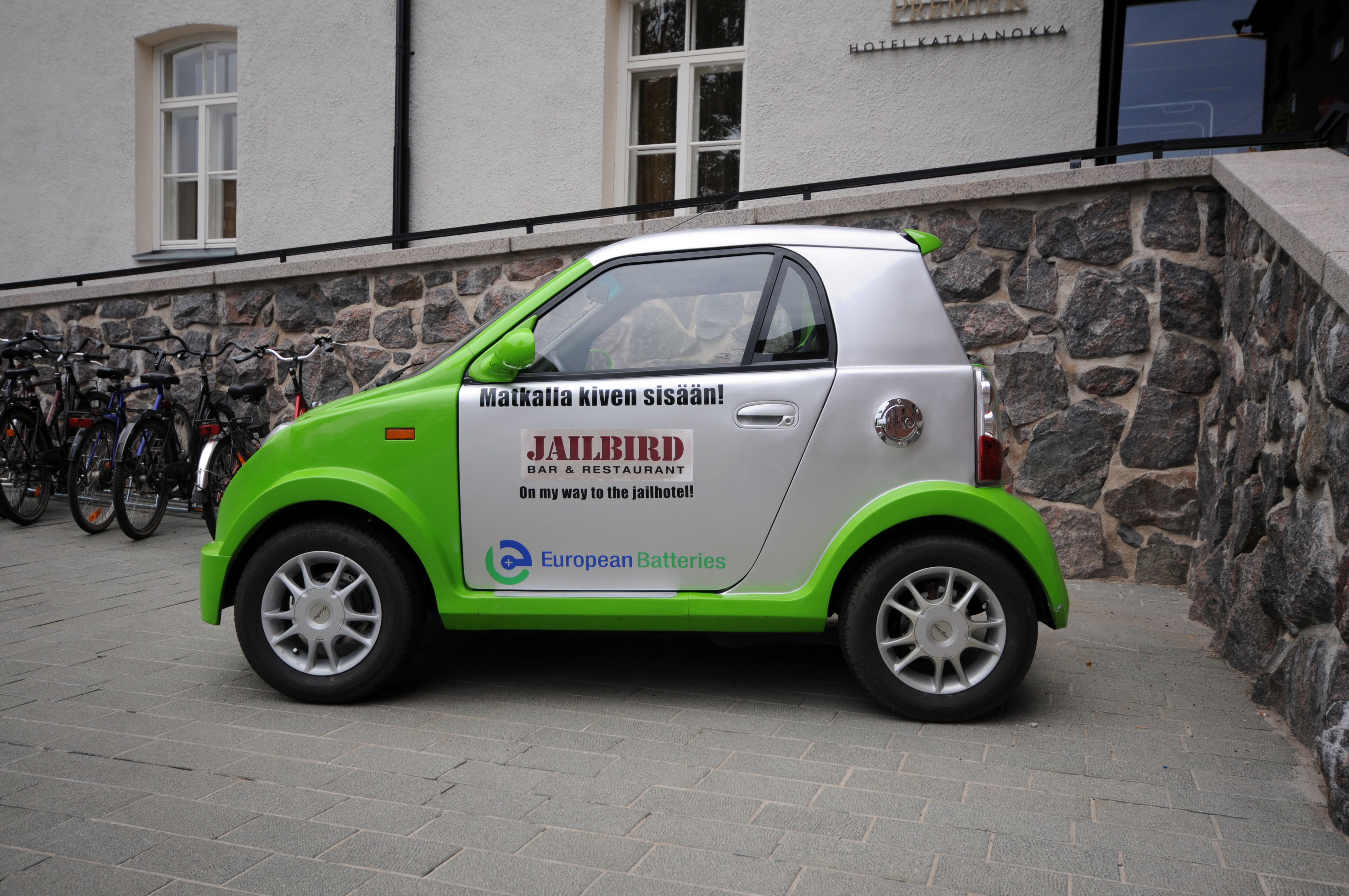
Sanifer

Oy AMC Motors Ltd Finland war ein finnischer Hersteller von Automobilen.

## Unternehmensgeschichte
Das Unternehmen wurde am 11. Juli 2008 in Oulu gegründet. 2009 begann die Produktion von Automobilen. Im September 2009 stellte es auf der Electric Motor Show in Helsinki erstmals Fahrzeuge aus. Der Markenname lautete Sanifer. Am 1. Juli 2015 wurde das Unternehmen aufgelöst.

## Fahrzeugtypen und Modelle
Das Unternehmen stellte zweisitzige Microcars mit Elektroantrieb her. Im Angebot standen die Modelle Sanifer Mini-Car L6e und Mini-Car L7e, die sich bezüglich des Motors und den Fahrleistungen unterschieden. Die Fahrzeuglänge betrug 270 cm, die Fahrzeugbreite 154 cm und die Fahrzeughöhe 148 cm. Die Höchstgeschwindigkeit des „Mini-Car L6e“ war auf 45 km/h beschränkt, während das Modell „Mini-Car L7e“ 80–100 km/h erreichen konnte. Die Reichweite betrug für das „Mini-Car L7e“ etwa 120 km. Die beiden Modelle waren an der Sektion Maschinen- und Fahrzeugtechnik der Universität von Oulu entwickelt und konstruiert worden.
Außerdem entstanden E-Bikes.